# Hamarkameratene 2011
Questa voce raccoglie le informazioni riguardanti lo Hamarkameratene nelle competizioni ufficiali della stagione 2011.

## Stagione
Lo Hamarkameratene chiuse la stagione al 6º posto in classifica, mentre l'avventura nella Coppa di Norvegia 2011 terminò al secondo turno della competizione, dopo la sconfitta contro il Byåsen. I calciatori più utilizzati in stagione furono John Anders Rise e Ivar Rønningen, con 31 presenze ciascuno (29 in campionato, 2 in coppa), mentre Tore Andreas Gundersen fu il miglior marcatore con 10 reti (9 in campionato).

## Maglie e sponsor
Lo sponsor tecnico per la stagione 2011 fu Adidas, mentre lo sponsor ufficiale fu Sparebanken Hedmark. La divisa casalinga era composta da una maglietta bianca con due bande verticali verdi, pantaloncini verdi e calzettoni bianchi. Quella da trasferta era invece totalmente verde.
| Casa | Trasferta |

## Rosa
| N. |                     | Ruolo | Calciatore              |
| -- | ------------------- | ----- | ----------------------- |
| 1  | Norvegia (bandiera) | P     | Daniel Bakken           |
| 1  | Norvegia (bandiera) | P     | Dyre Schjerve           |
| 2  | Norvegia (bandiera) | D     | Hai Lam                 |
| 3  | Norvegia (bandiera) | D     | John Anders Rise        |
| 4  | Norvegia (bandiera) | D     | Håkon Aalmen            |
| 5  | Norvegia (bandiera) | D     | Pål Schjerve            |
| 7  | Norvegia (bandiera) | D     | Vegar Bjerke            |
| 8  | Norvegia (bandiera) | A     | Tore Andreas Gundersen  |
| 9  | Norvegia (bandiera) | A     | Lars Bredvold           |
| 10 | Norvegia (bandiera) | D     | Truls Jevne Hagen       |
| 11 | Norvegia (bandiera) | A     | Thomas Lehne Olsen      |
| 12 | Norvegia (bandiera) | C     | Pål Alexander Kirkevold |
| 14 | Norvegia (bandiera) | C     | Emil Dahle              |

| N. |                               | Ruolo | Calciatore       |
| -- | ----------------------------- | ----- | ---------------- |
| 15 | Norvegia (bandiera)           | C     | Fredrik Sjølstad |
| 16 | Macedonia del Nord (bandiera) | D     | Edmir Asani      |
| 17 | Norvegia (bandiera)           | D     | Steinar Libekk   |
| 17 | Norvegia (bandiera)           | C     | Atle Tronsmoen   |
| 17 | Norvegia (bandiera)           | A     | Mattis Nerheim   |
| 18 | Stati Uniti (bandiera)        | D     | Jonathan Borrajo |
| 20 | Norvegia (bandiera)           | C     | Emil Sildnes     |
| 21 | Norvegia (bandiera)           | C     | Kristoffer Hagen |
| 22 | Norvegia (bandiera)           | D     | Oddbjørn Lie     |
| 24 | Norvegia (bandiera)           | P     | Ivar Rønningen   |
| 26 | Norvegia (bandiera)           | C     | Jonas Bye        |
| 32 | Norvegia (bandiera)           | A     | Niklas Solhaug   |

## Calciomercato

### Sessione invernale(dal 01/01 al 31/03)
| Acquisti | Acquisti               | Acquisti   | Acquisti      |
| R.       | Nome                   | da         | Modalità      |
| -------- | ---------------------- | ---------- | ------------- |
| A        | Tore Andreas Gundersen | svincolato |               |
| A        | Håvard Kleven          | Notodden   | fine prestito |

| Cessioni | Cessioni           | Cessioni        | Cessioni   |
| R.       | Nome               | a               | Modalità   |
| -------- | ------------------ | --------------- | ---------- |
| C        | Kenneth Andreassen | Ullensaker/Kisa | definitivo |
| C        | Marius Gullerud    |                 | ritiro     |
| A        | Håvard Kleven      | Notodden        | definitivo |

### Sessione estiva(dal 01/08 al 31/08)
| Acquisti | Acquisti | Acquisti | Acquisti |
| R.       | Nome     | da       | Modalità |
| -------- | -------- | -------- | -------- |

| Cessioni | Cessioni | Cessioni | Cessioni |
| R.       | Nome     | a        | Modalità |
| -------- | -------- | -------- | -------- |

## Risultati

### 1. divisjon

#### Girone di andata
| Arbitro: | Ahlsen |

|             |           |              |
| Nedrebø 75’ | Marcatori | 36’ Schjerve |

| Arbitro: | Hansen |

|  |           |                   |
|  | Marcatori | 8’ (aut.) Borrajo |

| Arbitro: | Bruheim |

|                   |           |                               |
| Ehiorobo 58’, 68’ | Marcatori | 51’ Gundersen 89’ Lehne Olsen |

| Arbitro: | Toppe |

|                        |           |             |
| J. Johansen 24’ (rig.) | Marcatori | 29’ Solhaug |

| Arbitro: | Døvle (Larvik) |

|              |           |                  |
| Bredvold 88’ | Marcatori | 43’, 90’ Risholt |

| Arbitro: | Ahlsen |

|          |           |  |
| Moen 29’ | Marcatori |  |

| Arbitro: | Borgersen (Oslo) |

|            |           |  |
| Bjerke 66’ | Marcatori |  |

| Arbitro: | Hansen |

|                 |           |                                                |
| Reginiussen 30’ | Marcatori | 4’ Rise 9’, 59’ Lehne Olsen 12’, 73’ Gundersen |

| Arbitro: | Kjensli (Oslo) |

|               |           |  |
| Gundersen 52’ | Marcatori |  |

| Arbitro: | Hakestad |

|           |           |                            |
| Ajeti 38’ | Marcatori | 23’, 63’ Dahle 36’ Solhaug |

| Arbitro: | Nilsen (Oslo) |

|                                 |           |  |
| Lehne Olsen 9’, 20’ Solhaug 56’ | Marcatori |  |

| Arbitro: | Tennøy |

|           |           |                                          |
| Lamøy 20’ | Marcatori | 68’ (rig.) Lehne Olsen 82’ (aut.) Jensen |

| Arbitro: | Rafiq |

|                       |           |             |
| Asani 11’ Solhaug 47’ | Marcatori | 65’ Karlsen |

| Arbitro: | Hakestad |

|                                     |           |                              |
| Hansen 12’ Solum 67’ Johannesen 82’ | Marcatori | 49’, 89’ Dahle 88’ Kirkevold |

| Arbitro: | Toppe |

|                           |           |                         |
| Solhaug 13’ Gundersen 44’ | Marcatori | 15’ Saaliti 83’ Westlye |

#### Girone di ritorno
| Arbitro: | Toppe |

|                               |           |                         |
| Bjerke 34’ (rig.), 51’ (rig.) | Marcatori | 53’ Berg 56’ T. Rønning |

| Arbitro: | Nilsen (Oslo) |

|                                  |           |  |
| Mendy 6’, 42’, 79’ Duraković 69’ | Marcatori |  |

| Arbitro: | Borgersen (Oslo) |

|                      |           |                        |
| Dahle 51’ Bjerke 76’ | Marcatori | 20’ Martinsen 57’ Dahl |

| Arbitro: | Tennøy |

|  |           |                                    |
|  | Marcatori | 7’ K. Hagen 44’ Rise 45’ Kirkevold |

| Arbitro: | Tennøy |

|                           |           |  |
| Kirkevold 65’ (rig.), 67’ | Marcatori |  |

| Arbitro: | Tennøy |

|        |           |                         |
| Aas 5’ | Marcatori | 10’ K. Hagen 75’ Bjerke |

| Arbitro: | Døvle (Larvik) |

|                                            |           |                      |
| Gundersen 55’ Kirkevold 88’, 90’ Dahle 90’ | Marcatori | 25’ Laajab 27’ Olsen |

| Arbitro: | Kjensli (Oslo) |

|  |           |                            |
|  | Marcatori | 5’ Gundersen 39’ Kirkevold |

| Arbitro: | Ahlsen |

|  |           |                     |
|  | Marcatori | 25’ Güven 73’ Solum |

| Arbitro: | Toppe |

|                               |           |               |
| Lehne Olsen 59’ Gundersen 69’ | Marcatori | 72’ Heimisson |

| Arbitro: | Toppe |

|                |           |            |
| Steffensen 81’ | Marcatori | 90’ Aalmen |

| Hamar 9 ottobre 2011, ore 18:00 27ª giornata | HamKam | 0 – 0 referto | Mjøndalen | Briskeby Gressbane (1.602 spett.)\| Arbitro: \| Rafiq \| |
| Arbitro:                                     | Rafiq  |               |           |                                                          |

| Arbitro: | Lundby |

|                |           |                                             |
| Karlefjärd 85’ | Marcatori | 14’ Kirkevold 22’ Gundersen 28’ Lehne Olsen |

| Arbitro: | Kjensli (Oslo) |

|           |           |                                              |
| Asani 71’ | Marcatori | 14’ Sætra 74’ Nystuen 86’ Torp 90’ Gustavsen |

| Arbitro: | Ahlsen |

|                                         |           |           |
| Sandal 52’ Aalmen 82’ (rig.) Torset 88’ | Marcatori | 58’ Dahle |

### Coppa di Norvegia
| Arbitro: | Kalløkkebakken |

|  |           |                                |
|  | Marcatori | 71’, 78’ Solhaug 75’ Gundersen |

| Arbitro: | Rafiq |

|                |           |                     |
| Lehne Olsen 3’ | Marcatori | 26’, 57’, 62’ Dahle |

## Statistiche

### Statistiche di squadra
| Competizione      | Punti | In casa | In casa | In casa | In casa | In casa | In casa | In trasferta | In trasferta | In trasferta | In trasferta | In trasferta | In trasferta | Totale | Totale | Totale | Totale | Totale | Totale | DR  |
| Competizione      | Punti | G       | V       | N       | P       | Gf      | Gs      | G            | V            | N            | P            | Gf           | Gs           | G      | V      | N      | P      | Gf     | Gs     | DR  |
| ----------------- | ----- | ------- | ------- | ------- | ------- | ------- | ------- | ------------ | ------------ | ------------ | ------------ | ------------ | ------------ | ------ | ------ | ------ | ------ | ------ | ------ | --- |
| 1. divisjon       | 51    | 15      | 7       | 4       | 4       | 23      | 19      | 15           | 7            | 5            | 3            | 29           | 21           | 30     | 14     | 9      | 7      | 52     | 40     | +12 |
| Coppa di Norvegia | -     | 1       | 0       | 0       | 1       | 1       | 3       | 1            | 1            | 0            | 0            | 3            | 0            | 2      | 1      | 0      | 1      | 4      | 3      | +1  |
| Totale            | -     | 16      | 7       | 4       | 5       | 24      | 22      | 16           | 8            | 5            | 3            | 32           | 21           | 32     | 15     | 9      | 8      | 56     | 43     | +13 |

### Statistiche dei giocatori
| Giocatore    | 1. divisjon | 1. divisjon | 1. divisjon | 1. divisjon | Coppa di Norvegia | Coppa di Norvegia | Coppa di Norvegia | Coppa di Norvegia | Totale   | Totale | Totale      | Totale     |
| Giocatore    | Presenze    | Reti        | Ammonizioni | Espulsioni  | Presenze          | Reti              | Ammonizioni       | Espulsioni        | Presenze | Reti   | Ammonizioni | Espulsioni |
| ------------ | ----------- | ----------- | ----------- | ----------- | ----------------- | ----------------- | ----------------- | ----------------- | -------- | ------ | ----------- | ---------- |
| H. Aalmen    | 24          | 1           | 2           | 0           | 1                 | 0                 | 0                 | 0                 | 25       | 1      | 2           | 0          |
| E. Asani     | 27          | 2           | 2           | 0           | 0                 | 0                 | 0                 | 0                 | 27       | 2      | 2           | 0          |
| D. Bakken    | 0           | 0           | 0           | 0           | 0                 | 0                 | 0                 | 0                 | 0        | 0      | 0           | 0          |
| V. Bjerke    | 24          | 5           | 3           | 0           | 1                 | 0                 | 0                 | 0                 | 25       | 5      | 3           | 0          |
| J. Borrajo   | 26          | 0           | 2           | 0           | 0                 | 0                 | 0                 | 0                 | 26       | 0      | 2           | 0          |
| L. Bredvold  | 25          | 1           | 3           | 0           | 2                 | 0                 | 0                 | 0                 | 27       | 1      | 3           | 0          |
| J. Bye       | 0           | 0           | 0           | 0           | 0                 | 0                 | 0                 | 0                 | 0        | 0      | 0           | 0          |
| E. Dahle     | 27          | 7           | 2           | 0           | 2                 | 0                 | 0                 | 0                 | 29       | 7      | 2           | 0          |
| T. Gundersen | 28          | 9           | 5           | 0           | 2                 | 1                 | 0                 | 0                 | 30       | 10     | 5           | 0          |
| K. Hagen     | 26          | 2           | 3           | 0           | 2                 | 0                 | 0                 | 0                 | 28       | 2      | 3           | 0          |
| T. Hagen     | 15          | 0           | 1           | 0           | 0                 | 0                 | 0                 | 0                 | 15       | 0      | 1           | 0          |
| P. Kirkevold | 26          | 8           | 1           | 0           | 2                 | 0                 | 0                 | 0                 | 28       | 8      | 1           | 0          |
| H. Lam       | 1           | 0           | 0           | 0           | 2                 | 0                 | 0                 | 0                 | 3        | 0      | 0           | 0          |
| T. Olsen     | 21          | 8           | 3           | 0           | 2                 | 1                 | 0                 | 0                 | 23       | 9      | 3           | 0          |
| S. Libekk    | 0           | 0           | 0           | 0           | 0                 | 0                 | 0                 | 0                 | 0        | 0      | 0           | 0          |
| O. Lie       | 25          | 0           | 2           | 2           | 2                 | 0                 | 0                 | 0                 | 27       | 0      | 2           | 2          |
| M. Nerheim   | 0           | 0           | 0           | 0           | 0                 | 0                 | 0                 | 0                 | 0        | 0      | 0           | 0          |
| J. Rise      | 29          | 2           | 2           | 0           | 2                 | 0                 | 0                 | 0                 | 31       | 2      | 2           | 0          |
| I. Rønningen | 29          | 0           | 2           | 0           | 2                 | 0                 | 1                 | 0                 | 31       | 0      | 3           | 0          |
| D. Schjerve  | 0           | 0           | 0           | 0           | 0                 | 0                 | 0                 | 0                 | 0        | 0      | 0           | 0          |
| P. Schjerve  | 4           | 1           | 1           | 0           | 1                 | 0                 | 0                 | 0                 | 5        | 1      | 1           | 0          |
| E. Sildnes   | 12          | 0           | 0           | 0           | 2                 | 0                 | 0                 | 0                 | 14       | 0      | 0           | 0          |
| F. Sjølstad  | 3           | 0           | 0           | 0           | 0                 | 0                 | 0                 | 0                 | 3        | 0      | 0           | 0          |
| N. Solhaug   | 25          | 5           | 2           | 0           | 2                 | 2                 | 0                 | 0                 | 27       | 7      | 2           | 0          |
| A. Tronsmoen | 1           | 0           | 0           | 0           | 0                 | 0                 | 0                 | 0                 | 1        | 0      | 0           | 0          |